# پوساد
پوساد (به انگلیسی: Pusad) یک منطقهٔ مسکونی در هند است که در بخش یاواتمال واقع شده‌است. پوساد ۳۰ کیلومتر مربع مساحت و ۱۲۳٬۴۴۶ نفر جمعیت دارد و ۳۱۵ متر بالاتر از سطح دریا واقع شده‌است.